# Jakow Nikitin
Jakow Nikitin (russisch: Яков Никитин) war ein Bauer aus dem Ujesd Twer und gilt als der älteste bekannte Vorfahr von Wladimir Putin, dem Präsidenten der Russischen Föderation.